# Victor Swillens (hoboïst)
Victor Johan Swillens (Amsterdam, 20 mei 1928 - Amstelveen, 10 september 2008) was een Nederlands hoboïst.
Hij was zoon van fagottist Victor Swillens en Wilhelmina Hendrika van Loghem. Broer Arnold Swillens stapte in de voetsporen van zijn vader. Hijzelf was getrouwd met Mart Benders. Victor werd begraven op Begraafplaats Zeister Bosrust, te Zeist. Zijn glazen grafsteen vermeldt musicus.
De ook wel met Victor Swillens jr. aangeduide musicus kreeg zijn opleiding bij hoboïst Theodorus van Dongen en verder aan het Conservatorium van Amsterdam werkende W. Peddemos. In plaats van zitting te nemen in een Nederlands orkest vertrok hij naar Nederlands-Indië en werd er hoboïst in het symfonieorkest van Yvon Baarspul. Dat was van korte duur want na vijf jaar (1952) kwam hij terug naar Nederland. Speelde in het Utrechts Studenten Orkest om in 1954 te gaan spelen bij een van het omroeporkest. Zo was hij hoboïst van het Promenade orkest van de Nederlandse Radio Unie en het Radio Filharmonisch Orkest van Jean Fournet. Vermaard bleef zijn televisieoptreden met het Concert voor twee hobo’s van Alexander Voormolen, samen met Jan Spronk; eerder fameus geworden door Jaap Stotijn en Haakon Stotijn.
Op kamermuziek gebied was actief binnen het "Nederlands Hobo Kwartet" (waarvoor diverse componisten werken schreven) en het "Radio Philharmonisch Sextet". Ook verzorgde hij binnen de kamermuziek schoolconcerten met Adriaan Bonsel op dwarsfluit en Herman Kruyt op piano.
Op latere leeftijd (vanaf 1978) was hij chef klankregie met de Nederlandse Omroep Stichting (NOS). Hij was jarenlang docent aan het Hilversums Conservatorium.